# Puchar Świata w biegach narciarskich 2005/2006
Sezon 2005/2006 Pucharu Świata w biegach narciarskich rozpoczął się 22 października 2005 w niemieckim Düsseldorfie, jednak regularne starty zawodnicy zaczęli 19 listopada w norweskim Beitostølen. Ostatnie zawody z tego cyklu rozegrano 19 marca 2006 w japońskim mieście Sapporo.
Puchar Świata rozegrany został w 11 krajach i 17 miastach na 3 kontynentach. Najwięcej zawodów zorganizowali Kanadyjczycy, którzy 5 razy gościli najlepszych biegaczy narciarskich świata.
Obrońcą Pucharu Świata wśród mężczyzn był Niemiec Axel Teichmann, a wśród kobiet Norweżka Marit Bjørgen.
Zwycięzcami pucharu świata zostali: Norweżka Marit Bjørgen wśród kobiet oraz Niemiec Tobias Angerer wśród mężczyzn.
Justyna Kowalczyk po raz pierwszy w karierze znalazła się na podium Pucharu Świata, zajmując 3. miejsce w biegu na 10 km techniką klasyczną w Otepää.

## Zwycięzcy

### Kobiety

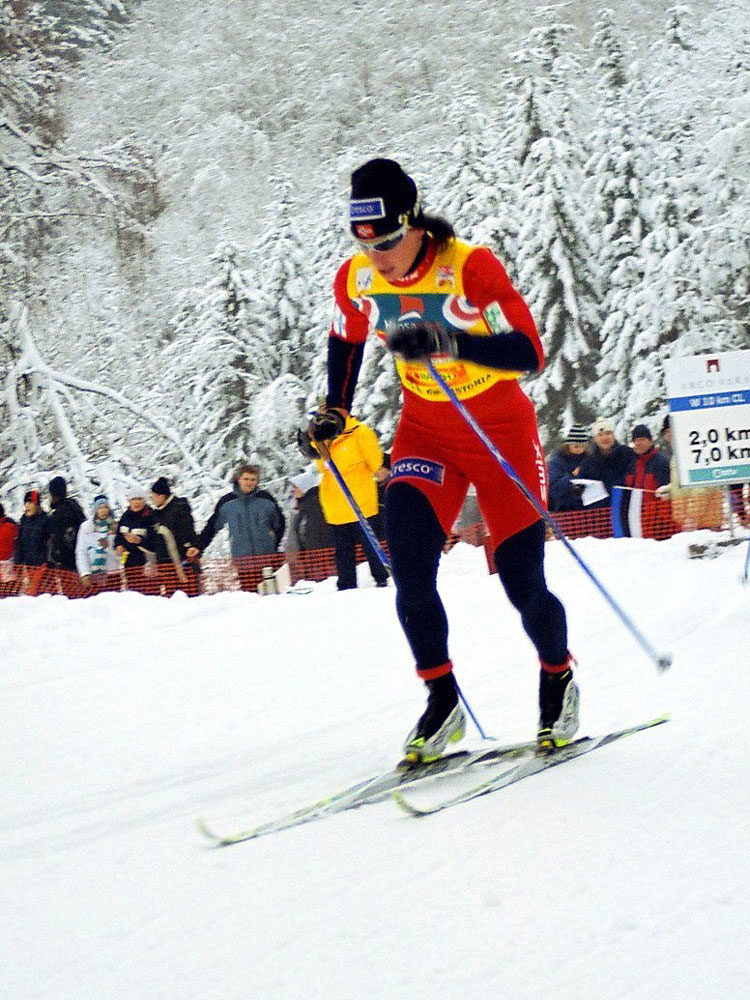
Marit Bjørgen – zwyciężczyni klasyfikacji generalnej Pucharu Świata, zwyciężczyni klasyfikacji sprintów
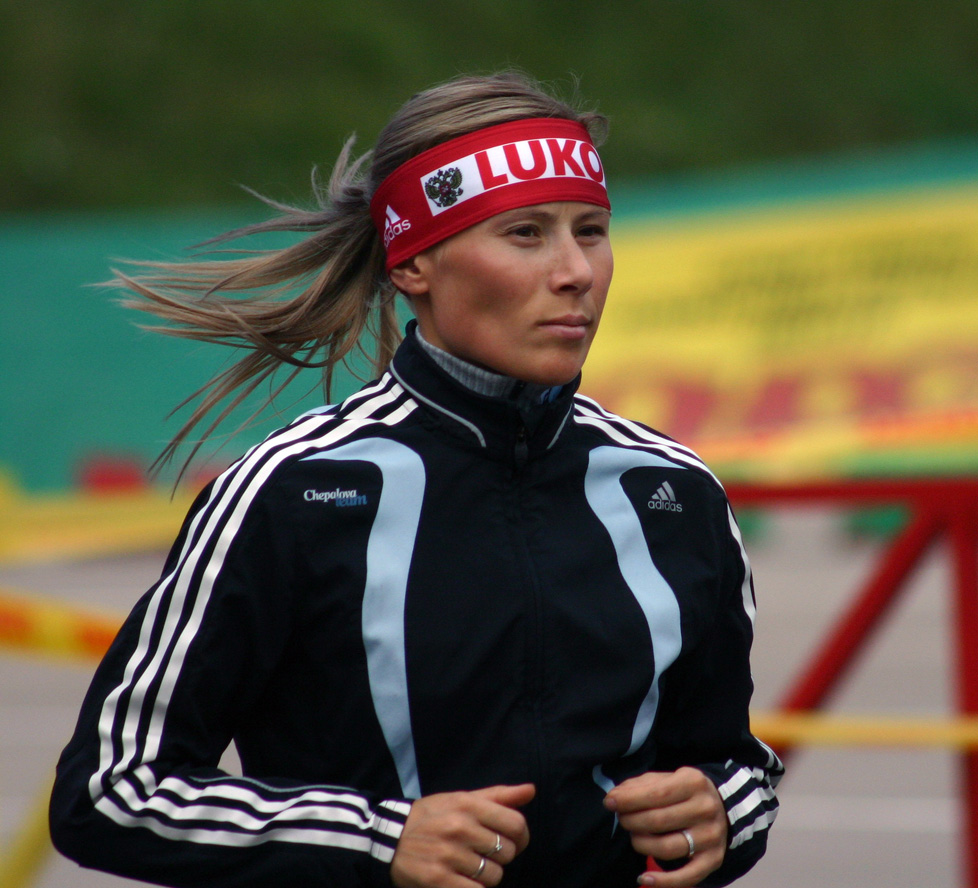
Julija Czepałowa – zwyciężczyni klasyfikacji biegów dystansowych
Reprezentacja Norwegii – zwycięzca klasyfikacji Pucharu Narodów

### Mężczyźni

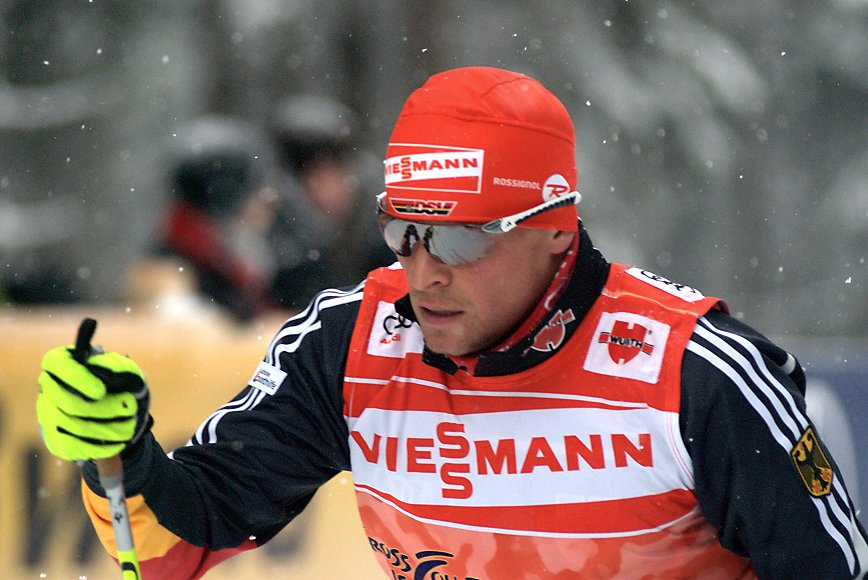
Tobias Angerer – zwycięzca klasyfikacji generalnej Pucharu Świata, zwycięzca klasyfikacji biegów dystansowych
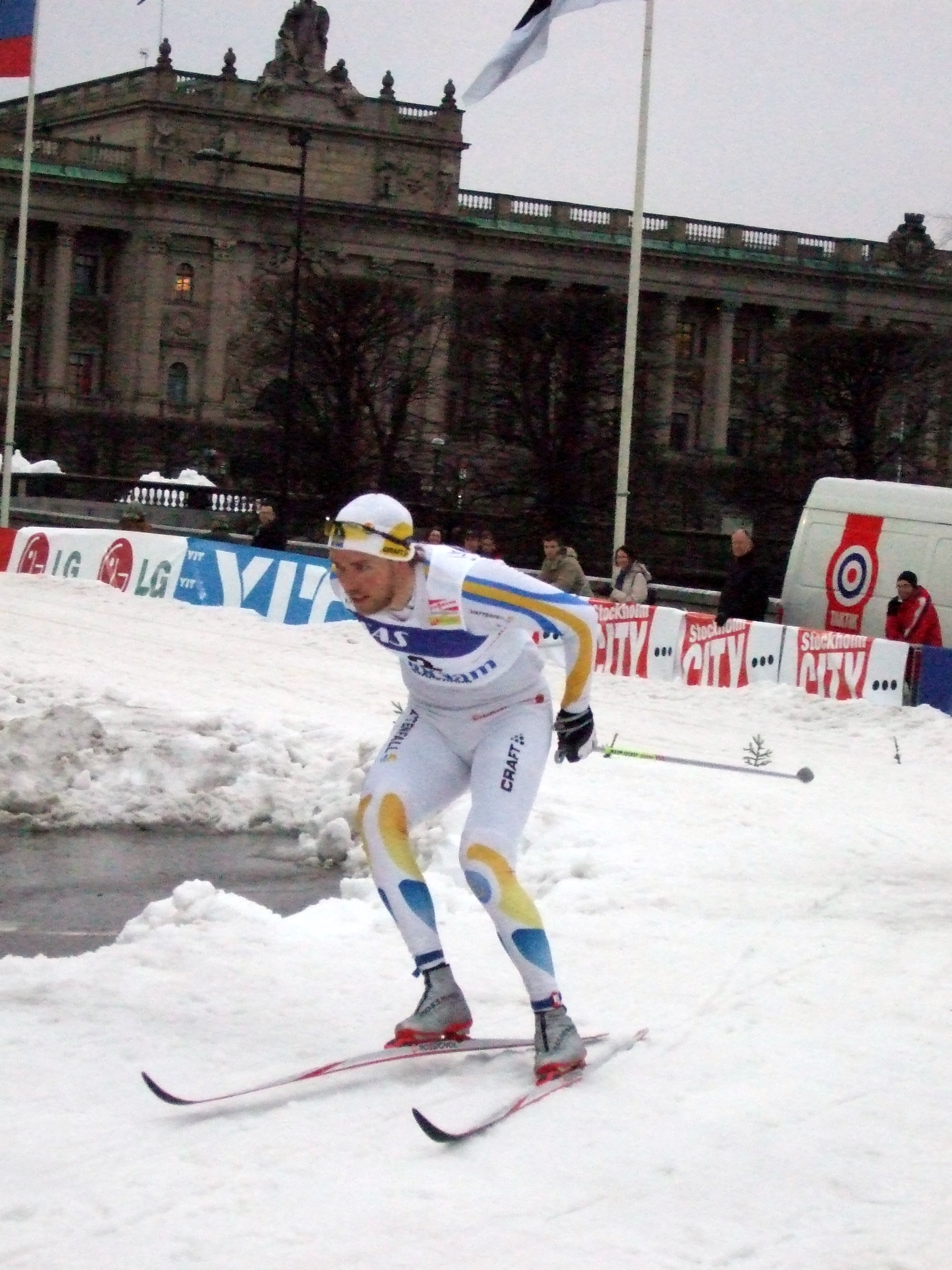
Björn Lind – zwycięzca klasyfikacji sprintu
Reprezentacja Norwegii – zwycięzca klasyfikacji Pucharu Narodów

## Kalendarz i wyniki

### Kobiety
| Lp.                                                                          | Miejscowość          | Dystans                            | Data                 | 1. miejsce                                                                          | 2. miejsce                                                                         | 3. miejsce                                                                                  |
| ---------------------------------------------------------------------------- | -------------------- | ---------------------------------- | -------------------- | ----------------------------------------------------------------------------------- | ---------------------------------------------------------------------------------- | ------------------------------------------------------------------------------------------- |
| 1.                                                                           | Düsseldorf           | Sprint s. dowolnym                 | 22 października 2005 | Marit Bjørgen                                                                       | Aino-Kaisa Saarinen                                                                | Natalja Matwiejewa                                                                          |
| 2.                                                                           | Düsseldorf           | Sprint drużynowy s. dowolnym       | 23 października 2005 | Norwegia I Hilde G. Pedersen · Marit Bjørgen                                        | Norwegia II Ella Gjømle · Guro Strøm Solli                                         | Rosja I Natalja Matwiejewa · Alona Sid´ko                                                   |
| 3.                                                                           | Beitostølen          | 10 km s. klasycznym                | 19 listopada 2005    | Marit Bjørgen                                                                       | Virpi Kuitunen                                                                     | Natalja Baranowa                                                                            |
| 4.                                                                           | Beitostølen          | Sztafeta 4×5 km                    | 20 listopada 2005    | Norwegia I Ella Gjømle · Vibeke Skofterud · Hilde G. Pedersen · Marit Bjørgen       | Niemcy Manuela Henkel · Stefanie Böhler · Claudia Künzel · Evi Sachenbacher-Stehle | Finlandia Aino-Kaisa Saarinen · Kirsi Välimaa · Riitta-Liisa Lassila · Virpi Kuitunen       |
| 5.                                                                           | Ruka                 | 10 km s. klasycznym                | 26 listopada 2005    | Marit Bjørgen                                                                       | Virpi Kuitunen                                                                     | Claudia Künzel                                                                              |
| 6.                                                                           | Ruka                 | 10 km s. dowolnym                  | 27 listopada 2005    | Kateřina Neumannová                                                                 | Julija Czepałowa                                                                   | Kristina Šmigun                                                                             |
| 7.                                                                           | Vernon               | 15 km bieg łączony                 | 10 grudnia 2005      | Marit Bjørgen                                                                       | Beckie Scott                                                                       | Hilde G. Pedersen                                                                           |
| 8.                                                                           | Vernon               | Sprint s. dowolnym                 | 11 grudnia 2005      | Beckie Scott                                                                        | Claudia Künzel                                                                     | Sara Renner                                                                                 |
| 9.                                                                           | Canmore              | 10 km s. dowolnym                  | 15 grudnia 2005      | Julija Czepałowa                                                                    | Beckie Scott                                                                       | Evi Sachenbacher-Stehle                                                                     |
| 10.                                                                          | Canmore              | 15 km s. klasycznym (start masowy) | 17 grudnia 2005      | Beckie Scott                                                                        | Julija Czepałowa                                                                   | Claudia Künzel                                                                              |
| 11.                                                                          | Canmore              | Sprint drużynowy s. klasycznym     | 18 grudnia 2005      | Niemcy Manuela Henkel · Viola Bauer                                                 | Kanada I Beckie Scott · Sara Renner                                                | Szwecja I Lina Andersson · Anna Dahlberg                                                    |
| 12.                                                                          | Nové Město na Moravě | Sprint s. dowolnym                 | 30 grudnia 2005      | Alona Sid´ko                                                                        | Anna Dahlberg                                                                      | Claudia Künzel                                                                              |
| 13.                                                                          | Nové Město na Moravě | 10 km s. dowolnym                  | 31 grudnia 2005      | Kateřina Neumannová                                                                 | Julija Czepałowa                                                                   | Wałentyna Szewczenko                                                                        |
| 14.                                                                          | Otepää               | 10 km s. klasycznym                | 7 stycznia 2006      | Hilde G. Pedersen                                                                   | Kristina Šmigun                                                                    | Justyna Kowalczyk                                                                           |
| 15.                                                                          | Otepää               | Sprint s. klasycznym               | 8 stycznia 2006      | Lina Andersson                                                                      | Manuela Henkel                                                                     | Ella Gjømle                                                                                 |
| 16.                                                                          | Val di Fiemme        | 15 km s. dowolnym (start masowy)   | 14 stycznia 2006     | Kateřina Neumannová                                                                 | Julija Czepałowa                                                                   | Marit Bjørgen                                                                               |
| 17.                                                                          | Val di Fiemme        | Sztafeta 4×5 km                    | 15 stycznia 2006     | Finlandia Aino-Kaisa Saarinen · Virpi Kuitunen · Riitta-Liisa Lassila · Kaisa Varis | Rosja Olga Roczewa · Natalja Baranowa · Jewgienija Miedwiediewa · Julija Czepałowa | Norwegia Vibeke Skofterud · Marit Bjørgen · Kristin Mürer Stemland · Kristin Størmer Steira |
| 18.                                                                          | Oberstdorf           | 15 km bieg łączony                 | 21 stycznia 2006     | Beckie Scott                                                                        | Claudia Künzel                                                                     | Kateřina Neumannová                                                                         |
| 19.                                                                          | Oberstdorf           | Sprint s. klasycznym               | 22 stycznia 2006     | Ella Gjømle                                                                         | Lina Andersson                                                                     | Guro Strøm Solli                                                                            |
| 20.                                                                          | Davos                | Sprint s. dowolnym                 | 4 lutego 2006        | Anna Dahlberg                                                                       | Virpi Kuitunen                                                                     | Chandra Crawford                                                                            |
| 21.                                                                          | Davos                | 10 km s. klasycznym                | 5 lutego 2006        | Virpi Kuitunen                                                                      | Sara Renner                                                                        | Petra Majdič                                                                                |
| Zimowe Igrzyska Olimpijskie 2006 w Turynie (Pragelato) (12 – 26 lutego 2006) |                      |                                    |                      |                                                                                     |                                                                                    |                                                                                             |
| 22.                                                                          | Mora (Bieg Wazów)    | 45 km s. klasycznym (start masowy) | 4 marca 2006         | Marit Bjørgen                                                                       | Hilde G. Pedersen                                                                  | Petra Majdič                                                                                |
| 23.                                                                          | Borlänge             | Sprint s. dowolnym                 | 7 marca 2006         | Arianna Follis                                                                      | Marit Bjørgen                                                                      | Sara Renner                                                                                 |
| 24.                                                                          | Falun                | 10 km bieg łączony                 | 8 marca 2006         | Evi Sachenbacher-Stehle                                                             | Kateřina Neumannová                                                                | Beckie Scott                                                                                |
| 25.                                                                          | Drammen              | Sprint s. klasycznym               | 9 marca 2006         | Petra Majdič                                                                        | Beckie Scott                                                                       | Hilde G. Pedersen                                                                           |
| 26.                                                                          | Oslo                 | 30 km s. dowolnym                  | 11 marca 2006        | Julija Czepałowa                                                                    | Kateřina Neumannová                                                                | Evi Sachenbacher-Stehle                                                                     |
| 27.                                                                          | Changchun            | Sprint s. dowolnym                 | 15 marca 2006        | Marit Bjørgen                                                                       | Beckie Scott                                                                       | Ella Gjømle                                                                                 |
| 28.                                                                          | Sapporo              | Sprint drużynowy s. dowolnym       | 18 marca 2006        | Niemcy I Evi Sachenbacher-Stehle · Claudia Künzel                                   | Finlandia II Riitta-Liisa Lassila · Pirjo Manninen                                 | Szwecja II Britta Norgren · Anna-Karin Strömstedt                                           |
| 29.                                                                          | Sapporo              | 15 km bieg łączony                 | 19 marca 2006        | Beckie Scott                                                                        | Kristin Størmer Steira                                                             | Evi Sachenbacher-Stehle                                                                     |
| Zakończenie Sezonu 2005/2006                                                 |                      |                                    |                      |                                                                                     |                                                                                    |                                                                                             |

### Mężczyźni
| Lp.                                                                          | Miejscowość          | Dystans                            | Data                 | 1. miejsce                                                                           | 2. miejsce                                                                             | 3. miejsce                                                                                     |
| ---------------------------------------------------------------------------- | -------------------- | ---------------------------------- | -------------------- | ------------------------------------------------------------------------------------ | -------------------------------------------------------------------------------------- | ---------------------------------------------------------------------------------------------- |
| 1.                                                                           | Düsseldorf           | Sprint s. dowolnym                 | 22 października 2005 | Peter Larsson                                                                        | Tor Arne Hetland                                                                       | Thobias Fredriksson                                                                            |
| 2.                                                                           | Düsseldorf           | Sprint drużynowy s. dowolnym       | 23 października 2005 | Norwegia II Trond Iversen · Johan Kjølstad                                           | Szwecja I Thobias Fredriksson · Björn Lind                                             | Norwegia I Eldar Rønning · Tor Arne Hetland                                                    |
| 3.                                                                           | Beitostølen          | 15 km s. klasycznym                | 19 listopada 2005    | Tor Arne Hetland                                                                     | Jens Arne Svartedal                                                                    | Ivan Bátory                                                                                    |
| 4.                                                                           | Beitostølen          | Sztafeta 4×10 km                   | 20 listopada 2005    | Niemcy Andreas Schlütter · Axel Teichmann · Jens Filbrich · Tobias Angerer           | Francja Alexandre Rousselet · Christophe Perrillat · Emmanuel Jonnier · Vincent Vittoz | Norwegia I Eldar Rønning · Jens Arne Svartedal · Tor Arne Hetland · Tore Ruud Hofstad          |
| 5.                                                                           | Ruka                 | 15 km s. klasycznym                | 26 listopada 2005    | Tobias Angerer                                                                       | Jens Arne Svartedal                                                                    | Jens Filbrich                                                                                  |
| 6.                                                                           | Ruka                 | 15 km s. dowolnym                  | 27 listopada 2005    | Tore Ruud Hofstad                                                                    | Vincent Vittoz                                                                         | Tobias Angerer                                                                                 |
| 7.                                                                           | Vernon               | 30 km bieg łączony                 | 10 grudnia 2005      | Tobias Angerer                                                                       | Axel Teichmann                                                                         | Andreas Schlütter                                                                              |
| 8.                                                                           | Vernon               | Sprint s. dowolnym                 | 11 grudnia 2005      | Tor Arne Hetland                                                                     | Björn Lind                                                                             | Ola Vigen Hattestad                                                                            |
| 9.                                                                           | Canmore              | 15 km s. dowolnym                  | 15 grudnia 2005      | Pietro Piller Cottrer                                                                | Vincent Vittoz                                                                         | Tobias Angerer                                                                                 |
| 10.                                                                          | Canmore              | 30 km s. klasycznym (start masowy) | 17 grudnia 2005      | Tobias Angerer                                                                       | Frode Estil                                                                            | Jens Filbrich                                                                                  |
| 11.                                                                          | Canmore              | Sprint drużynowy s. klasycznym     | 18 grudnia 2005      | Norwegia I Jens Arne Svartedal · Eldar Rønning                                       | Szwecja I Björn Lind · Thobias Fredriksson                                             | Szwecja II Mats Larsson · Mikael Östberg                                                       |
| 12.                                                                          | Nové Město na Moravě | Sprint s. dowolnym                 | 30 grudnia 2005      | Björn Lind                                                                           | Peter Larsson                                                                          | Johan Kjølstad                                                                                 |
| 13.                                                                          | Nové Město na Moravě | 15 km s. dowolnym                  | 31 grudnia 2005      | Vincent Vittoz                                                                       | Lukáš Bauer                                                                            | Christian Hoffmann                                                                             |
| 14.                                                                          | Otepää               | 15 km s. klasycznym                | 7 stycznia 2006      | Wasilij Roczew                                                                       | Lukáš Bauer                                                                            | Siergiej Nowikow                                                                               |
| 15.                                                                          | Otepää               | Sprint s. klasycznym               | 8 stycznia 2006      | Björn Lind                                                                           | Tor Arne Hetland                                                                       | Wasilij Roczew                                                                                 |
| 16.                                                                          | Val di Fiemme        | 30 km s. dowolnym (start masowy)   | 14 stycznia 2006     | Tobias Angerer                                                                       | Jewgienij Diemientjew                                                                  | Pietro Piller Cottrer                                                                          |
| 17.                                                                          | Val di Fiemme        | Sztafeta 4×10 km                   | 15 stycznia 2006     | Włochy I Giorgio Di Centa · Valerio Checchi · Pietro Piller Cottrer · Cristian Zorzi | Niemcy René Sommerfeldt · Axel Teichmann · Jens Filbrich · Tobias Angerer              | Norwegia I Odd-Bjørn Hjelmeset · Jens Arne Svartedal · Tord Asle Gjerdalen · Tore Ruud Hofstad |
| 18.                                                                          | Oberstdorf           | 30 km bieg łączony                 | 21 stycznia 2006     | Tobias Angerer                                                                       | Anders Södergren                                                                       | René Sommerfeldt                                                                               |
| 19.                                                                          | Oberstdorf           | Sprint s. klasycznym               | 22 stycznia 2006     | Odd-Bjørn Hjelmeset                                                                  | Johan Kjølstad                                                                         | Wasilij Roczew                                                                                 |
| 20.                                                                          | Davos                | Sprint s. dowolnym                 | 4 lutego 2006        | Björn Lind                                                                           | Cristian Zorzi                                                                         | John Kristian Dahl                                                                             |
| 21.                                                                          | Davos                | 15 km s. klasycznym                | 5 lutego 2006        | Jens Arne Svartedal                                                                  | Martin Tauber                                                                          | Vincent Vittoz                                                                                 |
| Zimowe Igrzyska Olimpijskie 2006 w Turynie (Pragelato) (12 – 26 lutego 2006) |                      |                                    |                      |                                                                                      |                                                                                        |                                                                                                |
| 22.                                                                          | Mora (Bieg Wazów)    | 90 km s. klasycznym (start masowy) | 4 marca 2006         | Daniel Tynell                                                                        | Jerry Ahrlin                                                                           | Anders Aukland                                                                                 |
| 23.                                                                          | Borlänge             | Sprint s. dowolnym                 | 7 marca 2006         | Thobias Fredriksson                                                                  | Peter Larsson                                                                          | Devon Kershaw                                                                                  |
| 24.                                                                          | Falun                | 20 km bieg łączony                 | 8 marca 2006         | Petter Northug                                                                       | Tobias Angerer                                                                         | Axel Teichmann                                                                                 |
| 25.                                                                          | Drammen              | Sprint s. klasycznym               | 9 marca 2006         | Jens Arne Svartedal                                                                  | Børre Næss                                                                             | Eldar Rønning                                                                                  |
| 26.                                                                          | Oslo                 | 50 km s. dowolnym                  | 11 marca 2006        | Anders Södergren                                                                     | Giorgio Di Centa                                                                       | Tom Reichelt                                                                                   |
| 27.                                                                          | Changchun            | Sprint s. dowolnym                 | 15 marca 2006        | Thobias Fredriksson                                                                  | Christoph Eigenmann                                                                    | Andrew Newell                                                                                  |
| 28.                                                                          | Sapporo              | Sprint drużynowy s. dowolnym       | 18 marca 2006        | Włochy Loris Frasnelli · Cristian Zorzi                                              | Norwegia I Johan Kjølstad · Eldar Rønning                                              | Niemcy I Tobias Angerer · Axel Teichmann                                                       |
| 29.                                                                          | Sapporo              | 30 km bieg łączony                 | 19 marca 2006        | Mathias Fredriksson                                                                  | Petter Northug                                                                         | Anders Södergren                                                                               |
| Zakończenie Sezonu 2005/2006                                                 |                      |                                    |                      |                                                                                      |                                                                                        |                                                                                                |

## Klasyfikacje

### Kobiety
| Lp. | Zawodniczka             | Punkty |
| --- | ----------------------- | ------ |
| 1.  | Marit Bjørgen           | 1036   |
| 2.  | Beckie Scott            | 1020   |
| 3.  | Julija Czepałowa        | 780    |
| 4.  | Evi Sachenbacher-Stehle | 716    |
| 5.  | Kateřina Neumannová     | 655    |
| 6.  | Virpi Kuitunen          | 636    |
| 7.  | Claudia Künzel          | 571    |
| 8.  | Hilde G. Pedersenn      | 557    |
| 9.  | Petra Majdič            | 538    |
| 10. | Sara Renner             | 446    |
| ... |                         |        |
| 13. | Justyna Kowalczyk       | 392    |

| Lp. | Zawodniczka             | Punkty |
| --- | ----------------------- | ------ |
| 1.  | Julija Czepałowa        | 750    |
| 2.  | Kateřina Neumannová     | 655    |
| 3.  | Beckie Scott            | 644    |
| 4.  | Marit Bjørgen           | 642    |
| 5.  | Evi Sachenbacher-Stehle | 575    |
| 6.  | Hilde G. Pedersenn      | 421    |
| 7.  | Virpi Kuitunen          | 411    |
| 8.  | Wałentyna Szewczenko    | 376    |
| 9.  | Claudia Künzel          | 337    |
| 10. | Petra Majdič            | 333    |
| ... |                         |        |
| 17. | Justyna Kowalczyk       | 225    |

| Lp. | Zawodniczka       | Punkty |
| --- | ----------------- | ------ |
| 1.  | Marit Bjørgen     | 394    |
| 2.  | Ella Gjømle       | 388    |
| 3.  | Beckie Scott      | 376    |
| 4.  | Lina Andersson    | 309    |
| 5.  | Manuela Henkel    | 289    |
| 6.  | Anna Dahlberg     | 282    |
| 7.  | Arianna Follis    | 235    |
| 8.  | Claudia Künzel    | 234    |
| 9.  | Emilie Öhrstig    | 228    |
| 10. | Virpi Kuitunen    | 225    |
| ... |                   |        |
| 17. | Justyna Kowalczyk | 167    |

### Mężczyźni
| Lp.  | Zawodnik            | Punkty |
| ---- | ------------------- | ------ |
| 1.   | Tobias Angerer      | 829    |
| 2.   | Jens Arne Svartedal | 577    |
| 3.   | Tor Arne Hetland    | 570    |
| 4.   | Björn Lind          | 531    |
| 5.   | Vincent Vittoz      | 502    |
| 6.   | Wasilij Roczew      | 443    |
| 7.   | Thobias Fredriksson | 414    |
| 8.   | Anders Södergren    | 392    |
| 9.   | Frode Estil         | 373    |
| 10.  | Mathias Fredriksson | 368    |
| ...  |                     |        |
| 51.  | Janusz Krężelok     | 107    |
| 103. | Maciej Kreczmer     | 33     |

| Lp. | Zawodnik              | Punkty |
| --- | --------------------- | ------ |
| 1.  | Tobias Angerer        | 793    |
| 2.  | Vincent Vittoz        | 502    |
| 3.  | Anders Södergren      | 392    |
| 4.  | Frode Estil           | 373    |
| 5.  | Jens Arne Svartedal   | 372    |
| 6.  | Mathias Fredriksson   | 365    |
| 7.  | Pietro Piller Cottrer | 330    |
| 8.  | Giorgio Di Centa      | 279    |
| 9.  | René Sommerfeldt      | 267    |
| 10. | Jens Filbrich         | 259    |
| ... |                       |        |
| 61. | Janusz Krężelok       | 45     |
| 81. | Maciej Kreczmer       | 21     |

| Lp. | Zawodnik            | Punkty |
| --- | ------------------- | ------ |
| 1.  | Björn Lind          | 586    |
| 2.  | Thobias Fredriksson | 443    |
| 3.  | Tor Arne Hetland    | 423    |
| 4.  | Peter Larsson       | 358    |
| 5.  | Johan Kjølstad      | 320    |
| 6.  | Wasilij Roczew      | 262    |
| 7.  | Eldar Rønning       | 237    |
| 8.  | Andrew Newell       | 222    |
| 9.  | Jens Arne Svartedal | 205    |
| 10. | Christoph Eigenmann | 199    |
| ... |                     |        |
| 28. | Janusz Krężelok     | 62     |
| 58. | Maciej Kreczmer     | 12     |

### Puchar Narodów
| Lp. | Państwo   | Punkty |
| --- | --------- | ------ |
| 1.  | Norwegia  | 8728   |
| 2.  | Szwecja   | 5435   |
| 3.  | Niemcy    | 5287   |
| 4.  | Rosja     | 4534   |
| 5.  | Włochy    | 3226   |
| 6.  | Finlandia | 2680   |
| 7.  | Kanada    | 2117   |
| 8.  | Francja   | 2076   |
| 9.  | Czechy    | 1584   |
| 10. | Estonia   | 1210   |
| ... |           |        |
| 16. | Polska    | 601    |

| Lp. | Państwo   | Punkty |
| --- | --------- | ------ |
| 1.  | Norwegia  | 3562   |
| 2.  | Rosja     | 3001   |
| 3.  | Niemcy    | 2813   |
| 4.  | Finlandia | 2160   |
| 5.  | Szwecja   | 1909   |
| 6.  | Kanada    | 1841   |
| 7.  | Włochy    | 1147   |
| 8.  | Czechy    | 789    |
| 9.  | Słowenia  | 610    |
| 10. | Francja   | 556    |
| ... |           |        |
| 15. | Polska    | 392    |

| Lp. | Państwo   | Punkty |
| --- | --------- | ------ |
| 1.  | Norwegia  | 5166   |
| 2.  | Szwecja   | 3526   |
| 3.  | Niemcy    | 2474   |
| 4.  | Włochy    | 2079   |
| 5.  | Rosja     | 1533   |
| 6.  | Francja   | 1520   |
| 7.  | Estonia   | 812    |
| 8.  | Czechy    | 795    |
| 9.  | Austria   | 620    |
| 10. | Finlandia | 520    |
| ... |           |        |
| 16. | Polska    | 209    |

## Miejsca punktowane najlepszych zawodników

### Mężczyźni
| Zawodnik        | Düsseldorf 22.10 | Beitostølen 19.11 | Ruka 26.11 | Ruka 27.11 | Vernon 10.12 | Vernon 11.12 | Canmore 15.12 | Canmore 17.12 | Nové Město 30.12 | Nové Město 31.12 | Otepää 07.01 | Otepää 08.01 | Val di Fiemme 14.01 | Oberstdorf 21.01 | Oberstdorf 22.01 | Davos 04.02 | Davos 05.02 | Mora 04.03 | Borlänge 07.03 | Falun 08.03 | Drammen 09.03 | Oslo 11.03 | Changchun 15.03 | Sapporo 19.03 |
| T. Angerer      | 24               | 9                 | 1          | 3          | 1            | 13           | 3             | 1             | 22               |                  |              |              | 1                   | 1                |                  |             | 6           |            |                | 2           |               |            |                 | 11            |
| J. A. Svartedal |                  | 2                 | 2          |            | 19           | 27           |               | 11            |                  |                  | 7            | 4            |                     |                  | 5                | 25          | 1           |            |                |             | 1             |            |                 | 6             |
| T. A. Hetland   | 2                | 1                 | 9          | 10         |              | 1            |               |               | 6                |                  |              | 2            |                     |                  |                  | 6           |             | 5          |                | 17          |               | 11         | 29              |               |
| B. Lind         | 5                |                   |            |            |              | 2            |               | 25            | 1                |                  |              | 1            |                     |                  | 8                | 1           |             |            | 4              |             | 9             |            | 4               |               |
| V. Vittoz       |                  |                   | 4          | 2          | 9            |              | 2             |               |                  | 1                | 17           |              | 9                   |                  |                  |             | 3           |            |                | 8           |               | 23         |                 | 13            |
| W. Roczew       | 11               | 15                | 8          | 11         |              |              |               |               | 7                | 24               | 1            | 3            |                     | 29               | 3                |             |             |            | 11             |             | 10            |            | 8               |               |
| T. Fredriksson  | 3                |                   |            |            |              | 9            |               |               | 5                |                  |              | 6            |                     |                  | 9                |             |             |            | 1              |             | 6             |            | 1               |               |
| A. Södergren    |                  |                   | 18         |            |              |              | 11            | 12            |                  |                  | 9            |              | 6                   | 2                |                  |             | 11          |            |                |             |               | 1          |                 | 3             |
| F. Estil        |                  | 14                | 12         |            | 7            |              | 30            | 2             |                  |                  | 4            |              | 20                  |                  |                  |             | 7           |            |                | 5           |               | 9          |                 | 5             |
| M. Fredriksson  |                  | 11                | 21         |            | 11           |              |               | 4             |                  | 28               | 6            |              | 21                  | 8                |                  |             | 5           |            | 28             | 19          |               | 16         |                 | 1             |

### Kobiety
| Zawodniczka   | Düsseldorf 22.10 | Beitostølen 19.11 | Ruka 26.11 | Ruka 27.11 | Vernon 10.12 | Vernon 11.12 | Canmore 15.12 | Canmore 17.12 | Nové Město 30.12 | Nové Město 31.12 | Otepää 07.01 | Otepää 08.01 | Val di Fiemme 14.01 | Obersdorf 21.01 | Obersdorf 22.01 | Davos 04.02 | Davos 05.02 | Mora 04.03 | Borlänge 07.03 | Falun 08.03 | Drammen 09.03 | Oslo 11.03 | Changchun 15.03 | Sapporo 19.03 |
| M.Bjørgen     | 1                | 1                 | 1          | 4          | 1            | 6            |               |               |                  |                  | 4            | 5            | 3                   |                 |                 |             |             | 1          | 2              | 8           | 9             |            | 1               | 4             |
| B. Scott      |                  |                   |            |            | 2            | 1            | 2             | 1             |                  |                  |              |              |                     | 1               | 5               | 5           | 4           | 11         | 10             | 3           | 2             | 4          | 2               | 1             |
| J. Czepałowa  |                  | 8                 | 9          | 2          | 9            | 16           | 1             | 2             | 16               | 2                |              |              | 2                   | 6               |                 |             | 7           |            |                | 6           |               | 1          |                 | 11            |
| E. S.-Stehle  | 20               | 7                 | 15         | 8          | 4            | 11           | 3             | 15            | 13               | 6                |              |              | 6                   | 5               | 15              | 15          | 13          |            | 17             | 1           | 6             | 3          | 26              | 3             |
| K. Neumannová |                  | 5                 | 5          | 1          |              |              |               |               |                  | 1                |              |              | 1                   | 3               |                 |             |             |            |                | 2           |               | 2          |                 | 5             |
| V. Kuitunen   | 6                | 2                 | 2          | 23         |              |              |               |               | 10               | 20               | 6            | 4            | 10                  |                 |                 | 2           | 1           | 4          | 9              |             |               |            |                 | 15            |
| C. Künzel     | 5                | 26                | 3          | 5          | 11           | 2            | 22            | 3             | 3                | 13               |              |              | 22                  | 2               | 23              |             |             |            | 30             | 19          |               |            | 6               | 18            |
| H.G. Pedersen | 13               | 4                 | 10         | 7          | 3            | 5            |               |               |                  |                  | 1            | 30           |                     |                 |                 | 21          | 6           | 2          |                | 9           | 3             |            |                 |               |
| P. Majdič     | 16               | 12                | 7          | 6          | 10           | 27           | 13            | 14            | 12               | 16               | 19           | 7            |                     |                 |                 | 18          | 3           | 3          |                | 27          | 1             | 16         | 13              |               |
| Sara Renner   |                  |                   |            |            | 12           | 3            | 12            | 6             |                  |                  |              |              | 12                  | 16              | 9               | 12          | 2           |            | 3              | 21          | 12            | 27         | 13              | 14            |

## Wyniki Polaków

### Kobiety
| Zawodniczka       | Düsseldorf 22.10 | Beitostølen 19.11 | Ruka 26.11 | Ruka 27.11 | Vernon 10.12 | Vernon 11.12 | Canmore 15.12 | Canmore 17.12 | Nové Město 30.12 | Nové Město 31.12 | Otepää 7.01 | Otepää 8.01 | Val di Fiemme 14.01 | Oberstdorf 21.01 | Oberstdorf 22.01 | Davos 4.02 | Davos 5.02 | Pragelato IO 12.02 | Pragelato IO 16.02 | Pragelato IO 22.02 | Pragelato IO 24.02 | Mora 4.03 | Borlänge 7.03 | Falun 8.03 | Drammen 9.03 | Oslo 11.03 | Changchun 15.03 | Sapporo 19.03 |
| ----------------- | ---------------- | ----------------- | ---------- | ---------- | ------------ | ------------ | ------------- | ------------- | ---------------- | ---------------- | ----------- | ----------- | ------------------- | ---------------- | ---------------- | ---------- | ---------- | ------------------ | ------------------ | ------------------ | ------------------ | --------- | ------------- | ---------- | ------------ | ---------- | --------------- | ------------- |
| Justyna Kowalczyk | -                | -                 | -          | -          | -            | -            | -             | -             | 6                | 11               | 3           | 17          | 24                  | 14               | 4                | -          | -          | 8                  | dnf                | 44                 | 3                  | 13        | -             | 4          | 4            | 13         | 18              | 10            |

### Mężczyźni
| Zawodnik        | Düsseldorf 22.10 | Beitostølen 19.11 | Ruka 26.11 | Ruka 27.11 | Vernon 10.12 | Vernon 11.12 | Canmore 15.12 | Canmore 17.12 | Nové Město 30.12 | Nové Město 31.12 | Otepää 7.01 | Otepää 8.01 | Val di Fiemme 14.01 | Oberstdorf 21.01 | Oberstdorf 22.01 | Davos 4.02 | Davos 5.02 | Pragelato IO 12.02 | Pragelato IO 17.02 | Pragelato IO 22.02 | Pragelato IO 26.02 | Mora 5.03 | Borlänge 7.03 | Falun 8.03 | Drammen 9.03 | Oslo 11.03 | Changchun 15.03 | Sapporo 19.03 |
| --------------- | ---------------- | ----------------- | ---------- | ---------- | ------------ | ------------ | ------------- | ------------- | ---------------- | ---------------- | ----------- | ----------- | ------------------- | ---------------- | ---------------- | ---------- | ---------- | ------------------ | ------------------ | ------------------ | ------------------ | --------- | ------------- | ---------- | ------------ | ---------- | --------------- | ------------- |
| Janusz Krężelok | -                | 8                 | 50         | -          | -            | 41           | 35            | dns           | 45               | -                | -           | 19          | -                   | -                | -                | -          | -          | -                  | 25                 | 19                 | -                  | -         | 47            | -          | 5            | -          | 26              | -             |
| Maciej Kreczmer | -                | 35                | -          | 36         | -            | 32           | 54            | -             | 38               | -                | 16          | 29          | -                   | -                | -                | -          | -          | -                  | -                  | 33                 | -                  | -         | -             | -          | 33           | -          | 21              | -             |